# Vojnovice

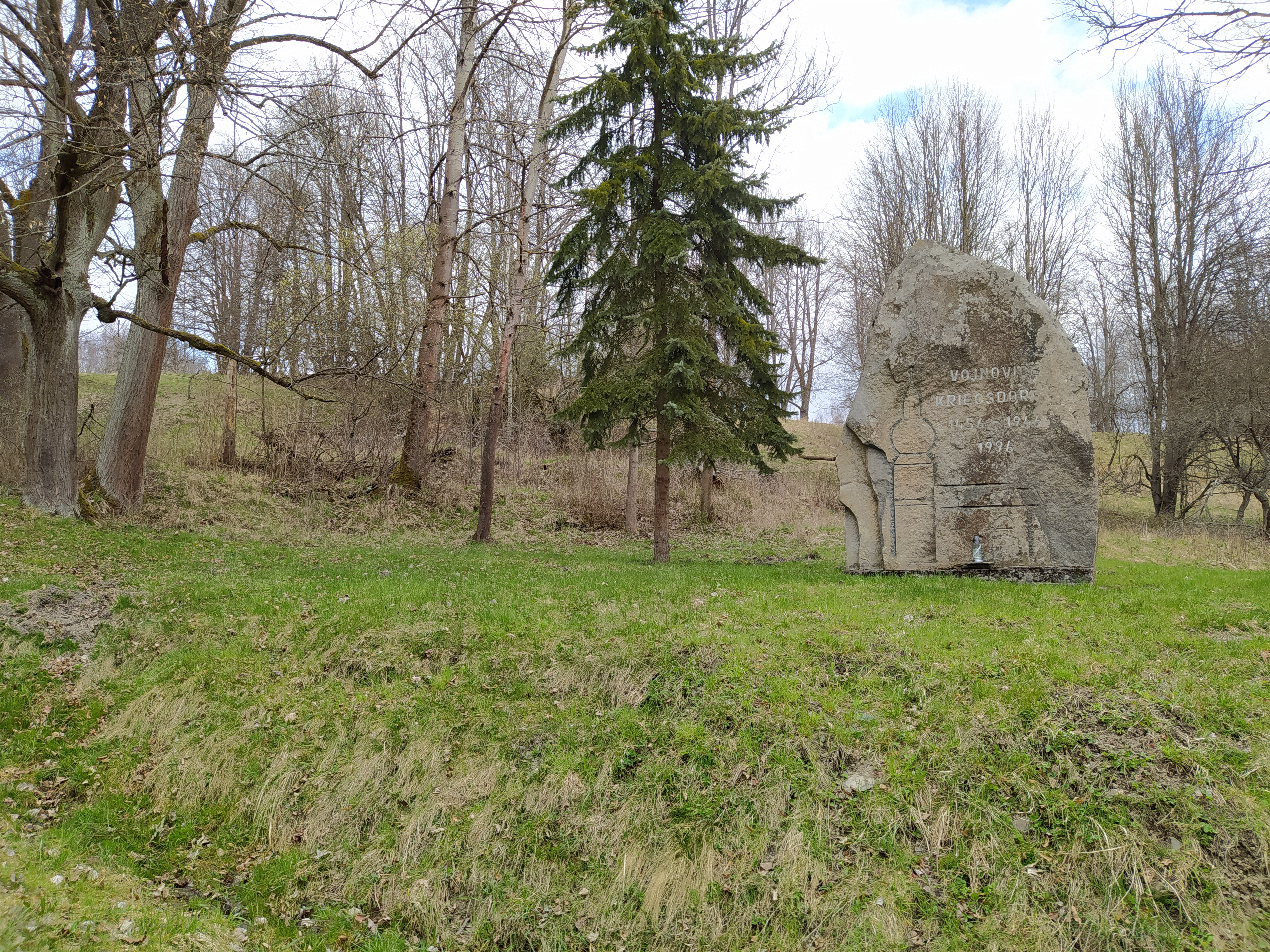

Vojnovice (deutsch Kriegsdorf) ist eine Wüstung auf dem Gebiet des Truppenübungsplatzes Libavá in Tschechien. Sie liegt fünf Kilometer östlich von Město Libavá, der Katastralbezirk umfasst 535 ha.

## Geographie
Vojnovice befand sich in 450 m. ü. M. in den Oderbergen an der Einmündung des Baches Lazský potok in die Oder. Durch den Ort führte die Handelsstraße von Rudoltovice über Město Libavá nach Westen. Nördlich erhebt sich die Kamenná (Steinberg, 615 m), im Osten der Rudelzauer Berg (642 m), südöstlich der Křížový vrch (Richters Kreuzberg, 641 m), im Süden die Rovné (Huppberg, 627 m), südwestlich der Oderský vrch (Oderberg, 582 m), im Westen der Libavský vrch (606 m), der Bartelsdorfer Berg (562 m) und der Anenský vrch (Annaberg, 567 m).
Umliegende Ortschaften waren Podlesí im Norden, Staré Oldřůvky im Nordosten, Rudoltovice im Osten, Luboměř pod Strážnou im Südosten, Mastník im Süden, Údolná im Südwesten, Dřemovice und Město Libavá im Westen sowie Trhavice und Norberčany im Nordwesten.

## Geschichte
Die erste schriftliche Erwähnung von Kryczstorf bzw. Krygsdorf erfolgte 1504 im Liebauer Stadtprivileg durch Bischof Stanislaus Thurzo. Darin wurde das Dorf neben Altwasser, Schmeil, Nürnberg, Herlsdorf und Drömsdorf als eine der sechs der Gerichtsbarkeit der bischöflichen Vogtei Liebau unterstehenden Ortschaften aufgeführt. Es wird angenommen, dass das Dorf seit der Errichtung der Vogtei Liebau im Jahre 1358 zu den sieben – nicht namentlich genannten – Dörfern gehörte, die an den Vogt Gerichtsgroschen zu entrichten hatten. Ab 1581 wurde das Dorf als Kriegsdorf, Kryksdorf bzw. Krigsdorf bezeichnet. 1589 weihte Bischof Stanislaus Pavlovský von Pavlovitz die zur Pfarre Liebau gehörige Filialkirche der hl. Dreifaltigkeit. Die Matriken wurden seit 1659 in Liebau geführt. 1779 wurde der Schulunterricht aufgenommen. Nach der Einrichtung der neuen Pfarre Altwasser wurde die Kriegsdorfer Kirche 1784 dorthin umgepfarrt. 1787 bezog die ebenfalls von den Piaristen aus Altwasser betriebene Schule ein neuerrichtetes Gebäude. Der tschechische Ortsname Wognowicze wurde 1794 erstmals verwendet.
In den 36 Häusern des Ortes lebten im Jahre 1835 161 Personen. Das Schulhaus wurde in den Jahren 1845 bis 1846 erweitert. Bis zur Mitte des 19. Jahrhunderts blieb Kriegsdorf immer dem Olmützer Fürsterzbischöflichen Kammergut Liebau untertänig.
Nach der Aufhebung der Patrimonialherrschaften bildete Kriegsdorf/Vojnovice ab 1850 einen Ortsteil der Stadt Liebau in der Bezirkshauptmannschaft Mährisch Weißkirchen und dem Gerichtsbezirk Stadt Liebau. Im Jahr 1855 wurde der Ort dem Bezirk Stadt Liebau zugeordnet und ab 1868 gehörte das Dorf zum Bezirk Sternberg. 1875 löste sich Kriegsdorf von Stadt Liebau los und bildete eine eigene Gemeinde. Im Jahre 1880 lebten in den 44 Häusern der Gemeinde 280 deutschsprachige Einwohner. 1897 gründete sich die Freiwillige Feuerwehr. Beim Zensus von 1900 war die Zahl der Häuser auf 47 angewachsen, die der Einwohner auf 247, darunter ein Tscheche, zurückgegangen. Die Bewohner lebten von der Landwirtschaft, im Jahre 1900 wurden 520 ha der Flur bewirtschaftet. 1909 wurde Kriegsdorf dem Bezirk Bärn zugeordnet.
1921 lebten in den 60 Häusern der Gemeinde 231 Einwohner, davon waren 230 Deutsche und ein Staatenloser. 1929 gab es im Ort eine Mühle, Brennerei, Käserei, eine Wassergenossenschaft, die Freiwillige Feuerwehr und eine Darlehnskasse. Im Jahre 1930 bestand das Dorf aus 49 Häusern, in denen 221 Deutsche und ein Tscheche lebten. Nach dem Münchner Abkommen wurde Kriegsdorf 1938 dem Deutschen Reich zugeschlagen und gehörte bis 1945 zum Landkreis Bärn und Gerichtsbezirk Stadt Liebau. 1939 lebten in Kriegsdorf 259 Menschen. Nach dem Ende des Zweiten Weltkrieges kam das Dorf zur Tschechoslowakei zurück und die deutschen Bewohner wurden vertrieben.
Im Zuge der Errichtung des Truppenübungsplatzes Libavá wurde Vojnovice 1946 nicht wieder besiedelt. 1949 wurde die entsiedelte Gemeinde dem Okres Olomouc zugeordnet und 1950 offiziell aufgelöst. Später wurde das Dorf zerschossen und dem Erdboden gleichgemacht.
An das Dorf erinnert seit dem 27. Juni 1996 ein großer Gedenkstein, in den die Silhouette der ehemaligen Kirche eingehauen ist. Er wurde zwischen 1938 und 1939 als Denkmal für die Gefallenen des Ersten Weltkrieges aufgestellt; ehemalige Bewohner des Dorfes ließen ihn zum Gedenkstein für Vojnovice/Kriegsdorf umgestalten.

## Ehemalige Denkmale
- Filialkirche der hl. Dreifaltigkeit, geweiht 1589. Sie befand sich in der Mitte des Friedhofes. Die Glocke wurde 1403 gegossen. Die Kirche wurde zusammen mit dem Dorf zerstört.

## Veranstaltungen
Vojnovice befindet sich innerhalb des absoluten Sperrgebietes. Obwohl der Truppenübungsplatz einmal im Jahr am 1. Mai während der Fahrradtouristikaktion „Bílý kámen“ geöffnet ist, befindet sich Vojnovice auf keiner der zugelassenen Transitrouten und ist daher das ganze Jahr über unzugänglich.